# Port lotniczy Hafar al-Batin
Port lotniczy Hafar al-Batin (IATA: HBT, ICAO: OEKK) – port lotniczy położony w King Khaled Military City, w Prowincji Wschodniej, w Arabii Saudyjskiej.